# 韓人池
韓人池（からひとのいけ）は、日本古代にヤマト王権が朝鮮半島からの渡来人に命じて大和国内に造営させたとされる池。『大和志』では、現在の奈良県磯城郡田原本町の唐古池に比定されている。

## 概要
韓人池については、『日本書紀』巻第十の応神天皇7年9月に、
と記述されている。また、『古事記』には、
という記述がある。百済池は現在の奈良県北葛城郡広陵町百済の地にあったとされ、韓人池とは別物であるが、これらの記述から、水田の開墾や用水設備の建設を進める上で大陸の灌漑技術をヤマト王権が採用していった事情がうかがわれる。すなわち、5世紀代に巨大な前方後円墳を築造したように、有力な渡来人を傘下に収めたヤマト王権が大規模な土木工事を実施したことが判明している。